# FK Bucza
FK Bucza (ukr. Футбольний клуб «Буча», Futbolnyj Kłub "Bucza") – ukraiński klub piłkarski z siedzibą w Buczy, w obwodzie kijowskim. Założony w roku 1999.

## Historia
Chronologia nazw:
- 1999–...: FK Bucza (ukr. ФК «Буча»)

Piłkarski Klub FK Bucza został założony w 1999 roku w miejscowości Bucza w obwodzie kijowskim. Zespół uczestniczył w rozgrywkach mistrzostw obwodu kijowskiego. W 2002 zdobył mistrzostwo obwodu, ale potem zmagał się o mistrzostwo rejonu kijowsko-swiatoszyńskiego. Dopiero w 2010 powraca do rozgrywek mistrzostw obwodu kijowskiego.
W 2011 zdobył Amatorski Puchar. W lipcu 2012 jako zdobywca Pucharu Amatorskiego otrzymał miejsce w rozgrywkach Pucharu Ukrainy 2012/13.

## Sukcesy
- Amatorski Puchar:

zdobywca: 2011
- mistrzostwo obwodu kijowskiego:

mistrz: 2002
- Puchar obwodu kijowskiego:

zdobywca: 2010, 2011
- Superpuchar obwodu kijowskiego:

finalista: 2011

## Trenerzy
- 2008–...:  Wiktor Udałow

## Inne
- Dynamo Irpień